# Phan Văn Từ
Phan Văn Từ (sinh năm 1940) là nhà thơ, nhà báo sinh sống và làm việc tại Nghệ An. Ông từng làm việc tại đài phát thanh truyền hình Nghệ An, nay đã nghỉ hưu. Ông là hội viên hội nhà báo Việt Nam, hội viên hội văn nghệ Nghệ An.

## Tiểu sử
Phan Văn Từ sinh năm 1940, mất năm 2014, quê ở làng Liên Trì, xã Liên Thành, huyện Yên Thành, tỉnh Nghệ An. Ông có tuổi thơ vất vả. Phan Văn Từ từng học tại trung cấp thương nghiệp (nay là trường Đại học thương mại), sau đó ông công tác tại ti thương nghiệp Yên Bái.
Vào những năm 70 thế kỉ XX, lúc đất nước trong thời kì chiến tranh, Phan Văn Từ tham gia nhập ngũ. Sau đó, ông về công tác tại đài Tiếng nói Nghệ An.

## Tác phẩm
Ông có một số bài thơ như Chim bã trầu và Nhịp cầu nối những bờ vui (đã được nhạc sĩ Văn An phổ nhạc và trở thành một bài hát nổi tiếng ). Nhìn chung thơ văn của ông cũng được xem là có "thương hiệu" với bạn đọc và ông cũng là một nhà thơ có tiếng trong làng văn học Việt Nam .

## Một số giải thưởng
- Giải Hồ Xuân Hương [5] với tác phẩm "Mũi tên".[6]
- Giải thưởng hàng năm của Liên hiệp Hội Văn học Nghệ thuật Việt Nam.